# Cligès
Cligès – jeden z romansów rycerskich Chrétiena de Troyes. Datowany na ok. 1176–1177, prawdopodobnie stanowi drugi z pięciu zachowanych romansów Chrétiena. Obejmuje niemal 7000 wersów. Głównym bohaterem utworu jest rycerz Cligès i jego ukochana Fénice, wielowątkowy romans nie koncentruje się jednak wyłącznie na ich historii.

## Autorstwo, datowanie i okoliczności powstania
Autorstwo przypisuje się Chrétienowi, gdyż utwór ozpoczyna się słowami Cil qui fist d’Erec et d’Enide [Ten, kto napisał Ereka i Enidę]. W dalszym ciągu odnosi się do utworów tłumaczonych przez Chrétiena, jak Sztuka kochania Owidiusza. Nie wymienia jego trzech pozostałych zachowanych romansów, wymienia jednak dzieła, które zaginęły.
Dość dokładne datowanie utworu na środek lat 1170 (ok. 1175/1176) możliwe jest nie tyle dzięki ustaleniu na podstawie tekstu utworu faktu, że Cligès jest późniejszy od Ereka i Enidy i wcześniejszy od pozostałych romansów, ile na podstawie zawartych w utworze aluzji do postaci i wydarzeń współczesnych.
Utwór był prawdopodobnie, jak Erek i Enida, napisany pod patronatem Plantagenetów i przedstawiony publiczności dworskiej w celu uzyskania gratyfikacji. Jak w przypadku innych dzieł Chrétiena, treść pochodzi prawdopodobnie z ludowych przekazów celtyckich – Chrétien jest zresztą pierwszym autorem wyrażającym tematykę arturiańską w języku francuskim.

## Przegląd treści
Inaczej niż Erek i Enida Cligès posiada złożoną, wielowątkową strukturę. Fabuła nie koncentruje się też wokół głównego bohatera, który pojawia się dopiero w 2365 wersie (początkowe partie dzieła opowiadają historię rodziców Cligèsa, Alexandra i Sordamour).
Romans rozpoczyna się w Konstantynopolu - w dalszej części utworu tematyka grecka ustępować będzie jednak arturiańskiej. Pierwsza część utworu, obejmująca ok. 1/3 poematu, koncentruje się na losach Alexandra, ojca Cligèsa. Młody Alexander, syn cesarza Bizancjum, wyrusza z Grecji by zostać rycerzem okrągłego stołu. Okazuje się dzielnym rycerzem i po wielu walkach, rozstaniach i przygodach żeni się z piękną Sordamour, siostrą Gawajna. Sordamour rodzi Alexandrowi syna Cligèsa. Następnie Alexander powraca do ojczyzny by odzyskać królestwo, które odebrał mu brat Alis. Alis przyjął tytuł imperatora w przekonaniu, że brat zginął. W Grecji Alexander zawiera kompromis z Alisem: Alexander przejmie rządy, Alis natomiast zachowa koronę, ale nigdy się nie ożeni, a po jego śmierci na tronie zasiądzie Cligès. Pierwszą część utworu zamyka śmierć Alexandra. Po upływie lat od ugody z Alisem na łożu śmierci Alexander doradza synowi, by udał się do królestwa Króla Artura i zmierzył z rycerzami okrągłego stołu, a zwłaszcza z wujem Gawajnem. Pierwsza część poematu w typowy sposób realizuje konwencję opowieści o rcyerzu wędrującym w poszukiwaniu przygody i miłości.
Po śmierci Alexandra źli baronowie namówili Alisa, by złamał obietnicę i ożenił się z córką cesarza niemieckiego, Fénice. Alis udaje się po narzeczoną do Niemiec, zabierając ze sobą Cligèsa. Cligès i Fénice zakochują się w sobie od pierwszego wejrzenia. Alis żeni się z Fénice, małżeństwo nie zostaje jednak skonsumowane: na skutek magicznej mikstury Alis nie jest jednak świadomy tego faktu. Fenice broni się blekotem przed natarczywością starca, ale nie wiąże się z Cligèsem, bowiem związek z dwoma mężczyznami poniża kobietę. Wreszcie zaczarowany napój pozbawia ją pozornie życia. Po pogrzebie Cligès przywołuje ją do życia. Ukrywających się Cligèsa i Fenice odnajduje stryj, kończy jednak życie w szaleństwie. Cligès i Fenice mogą się pobrać, zostając nie tylko małżonkami, ale i kochankami i przyjaciółmi